# 사향과일박쥐속
사향과일박쥐속(Ptenochirus)은 큰박쥐과에 속하는 박쥐 속의 하나이다. 2종으로 이루어져 있다.

## 특징
전체 몸길이가 98~145mm인 중형 박쥐로 전완장은 60~90mm이고 몸무게는 최대 97g이다. 털이 짧다. 등 쪽은 짙은 갈색이고 배 쪽은 좀더 회색빛을 띤다. 주둥이는 짧고 넓적하며 약간 원통 모양을 띤다. 눈이 크고 귀는 큰 타원형이다.

## 분포
필리핀의 토착종이다.

## 하위 종
2종이 알려져 있다.
- 큰사향과일박쥐 (P. jagori)
- 작은사향과일박쥐 (P. minor)